# Oggi sposi: sentite condoglianze
Oggi sposi: sentite condoglianze (The War Between Men and Women) è un film del 1972 diretto da Melville Shavelson. 
Commedia sentimentale con inserti di animazione e con interpreti principali Jack Lemmon, Barbara Harris, Jason Robards, Herb Edelman e Lisa Gerritsen.

## Trama
Provincia americana, primi anni '70. Peter Wilson, un disegnatore di fumetti particolarmente critico con l'altro sesso, soffre di disturbi alla vista. Durante una visita oculistica dal dottor Harris incontra Terry Kozlenko, libraia che poi vede di nuovo alla presentazione del suo nuovo libro. Terry, da poco divorziata da Stephen e madre di tre figli: Caroline, Linda e David, ognuno con le proprie problematiche, è attratta da Peter e i due, dopo una breve frequentazione, decidono di sposarsi. 
Wilson, dopo il matrimonio è costretto ad affrontare alcuni problemi come il rapporto con i figli e con la nuova moglie. A un certo punto ritorna anche Stephen complicando le cose. Intanto la vista di Peter peggiora, fino alla quasi cecità, rischiando di rovinargli definitivamente i rapporti con Terry. Nel frattempo Stephen muore. 
Peter, dopo un volontario distacco, si rende conto che Terry e i ragazzi hanno necessità del suo apporto psicologico e decide di ricongiungersi a loro.

## Produzione
Il film è ispirato al lavoro del fumettista James Thurber cui il regista aveva già reso un tributo con la serie televisiva del 1970 Il fantastico mondo di Mr. Monroe  (My World and Welcome to It), premiata per la sua originalità.
Il libro illustrato nella parte finale del film dal protagonista interpretato da Jack Lemmon, The Last Flower, è in effetti un'opera di Thurber pubblicata nel 1939, dal contenuto spiccatamente pacifista.
Shavelson traspone il messaggio pacifista, dalla vigilia della seconda guerra mondiale alle fasi avanzate della guerra del Vietnam, presente sullo sfondo della narrazione ma mai citata esplicitamente.